# Darmstadtskolan
.

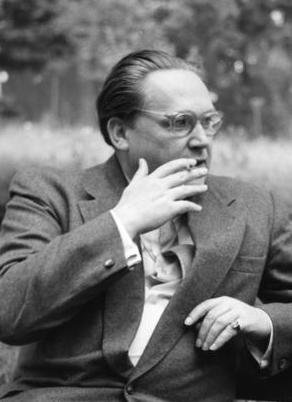
Wolfgang Steinecke 1957

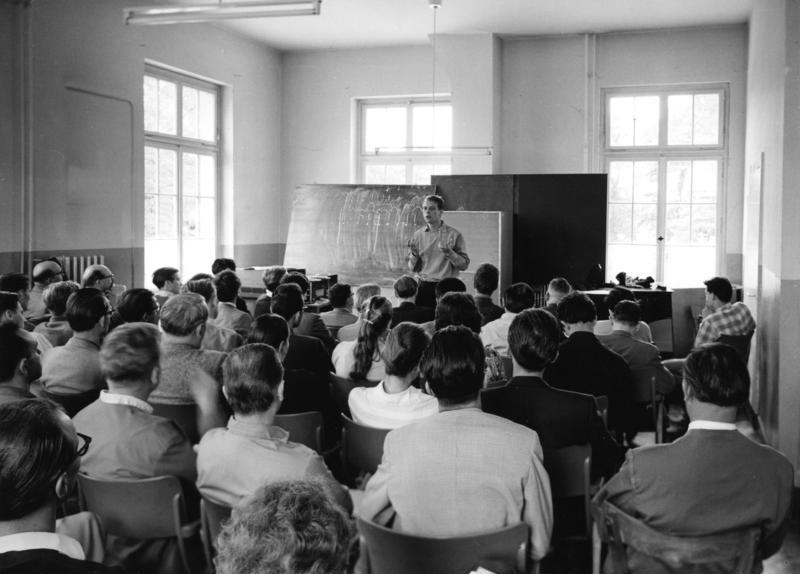
Kurs med Karlheinz Stockhausen 1957.

Darmstadtskolan (tyska: Darmstädter Ferienkurse eller "Internationale Ferienkurse für Neue Musik“), är en flerveckors kurs som äger rum vartannat år i Darmstadt. Kursen vänder sig till musiker och tonsättare och presenterar i seminarieform det senaste inom konstmusikaliska strömningar. Skolan grundades 1946 av Wolfgang Steinecke som då arbetade vid staden Darmstadts kulturförvaltning. Han ledde verksamheten till sin död 1961. Därefter har verksamheten letts av Ernst Thomas (1962–1982) och Friedrich Hommel (1981–1994), Solf Schaefer (1995–2008) och sedan 2009 Thomas Schäfer.